# Juan Pablo Rangel
Juan Pablo Rangel (Ciudad de Guanajuato, Guanajuato; 21 de enero de 2000) es un futbolista mexicano, juega como Mediocampista y su equipo actual es el C.D. Irapuato de la Liga de Expansión MX.

## Trayectoria
Formación en Club León
Formado en la cantera del León jugando en varias categorías, debutó en primera división el 15 de marzo de 2021 ante Necaxa.

### Tlaxcala Fútbol Club
Para el 2023 es prestado al cuadro de los Coyotes.